# Parque nacional y área natural de manejo integrado Otuquis
El Parque nacional y área natural de manejo integrado Otuquis también escrito «PN-ANMI Otuquis» o «Parque nacional y ANMI Pantanal de Otuquis» es un área protegida en Bolivia. Está situado en el extremo sureste del departamento de Santa Cruz, en las fronteras con Brasil y Paraguay específicamente en las provincias Germán Busch y Cordillera. 
Cuenta con un área total de 1 005 950 hectáreas (10 059,5 km²), 903 350 hectáreas (9033,5 km²) correspondientes a la categoría de parque nacional y 102 600 hectáreas (1026,0 km²) a la categoría de "Área Natural de Manejo Integrado".
Esta área protegida forma parte del Pantanal boliviano, que por ser un humedal de importancia internacional, fue denominado Sitio RAMSAR el año 2001.
El parque nacional se encuentra dividido en dos bloques, el Bloque Río Pimiento al norte y el Bloque Otuquis al sur. Bloque Otuquis es el sector más extenso y abarca los municipios de Puerto Suárez, El Carmen Rivero Tórrez y Charagua. Junto a este sector se encuentra el Área Natural de Manejo Integrado Pantanal Otuquis. El Bloque Río Pimiento es el sector de menor extensión y comprende los municipios de Puerto Quijarro y Puerto Suárez, además abarca gran parte de la laguna Cáceres.